# Giuseppe Scortecci
Giuseppe Scortecci est un herpétologiste italien, né le 2 novembre 1898 à Florence et mort le 18 octobre 1973 à Milan.

## Biographie
Après la Première Guerre mondiale, Giuseppe Scortecci obtient un doctorat d’histoire naturelle à l’université de Florence en 1921 et rejoint alors l’Institut d’anatomie comparée. Il devient ensuite conservateur des vertébrés inférieurs au muséum d'histoire naturelle de la ville puis, devient professeur de zoologie en 1942 à l’université de Gênes.
Scortecci s’intéresse surtout à l’herpétofaune des déserts et notamment aux lézards. Il fait de nombreuses explorations au Sahara, en Somalie et en Éthiopie, il profite de l’expansion de la colonisation italienne. Il fait paraître une cinquantaine de publications en herpétologie dont plusieurs livres sur la faune des déserts. Il étudie les questions de taxinomie, de biogéographie, d’écologie et de physiologie (comme le système sensoriel des lézards agamidés et iguanidés).

## Source
- Kraig Adler, Contributions to the History of Herpetology, Society for the study of amphibians and reptiles, 202 p., 1989  (ISBN 0-916984-19-2)